# Хамамацу (княжество)
Княжество Хамамацу (яп. 浜松藩 Хамамацу-хан) — феодальное княжество (хан) в Японии периода Эдо (1601—1868), в провинции Тотоми региона Токайдо на острове Хонсю.

## История княжества
Административный центр княжества: замок Хамамацу (современный город Хамамацу, префектура Сидзуока).
Доход хана:
- 1601—1609 годы — 50 000 коку риса
- 1619—1638 годы — 35 000 коку
- 1638—1644 годы — 36 000 коку риса
- 1644—1678 годы — 35 000 коку
- 1678—1702 годы — 50 000 коку риса
- 1702—1768 годы — 70 000 коку
- 1768—1868 годы — 60 000 коку риса

Княжество Хамамацу было создано в 1601 году. Его первым правителем стал Мацудайра Тадаёри (1582—1609), потомственный вассал Токугава Иэясу, правивший ханом в 1601-1609 годах.
В 1619 году княжество Хамамацу получил Корики Тадафуса (1583—1655), ранее правивший в Ивацуки-хане (провинция Мусаси). В 1638 году он был переведён в домен Симабара-хан (провинция Хидзэн).
В 1638 году владельцем хана был назначен Мацудайра Норинага (1600—1654), бывший правитель Ивамура-хана (провинция Мино). В 1644 году его перевели на княжение в Татэбаяси-хан (провинция Кодзукэ).
В 1644 году новым правителем княжества стал Ота Сукэмунэ (1600—1680), ранее владевший Нисио-ханом (провинция Микава). В 1671 году он передал власть в хане своему второму сыну Ота Сукэцугу (1630—1684). В 1678 году Ота Сукэцугу получил должность управляющего замка Осака (1678—1684) и передал Хамамацу-хан сёгунату, получив от него взамен земли в провинциях Сэтцу, Кавати и Симоса с доходом 20 000 коку риса.
В 1678 году Хамамацу-хан был передан Аояма Мунэтоси (1604—1679), бывшему правителю хранителю замка Осака (1662—1678). В 1679 году ему наследовал второй сын Аояма Тадао (1651—1685). В 1685 году после смерти Тадао новым правителем хана стал его младший брат Аояма Тадасигэ (1652—1722). В 1702 году он был переведён из Хамамацу в Камеяма-хан (провинция Тамба).
В 1702 году княжество было передано Мацудайре Сукэтоси (1660—1723), бывшему владельцу Касама-хана (провинция Хитати). В 1723 году ему наследовал приемный сын Мацудайра Сукэкуни (1700—1752), который в 1729 году был переведён в домен Ёсида-хан (провинция Микава).
В 1729 году новым правителем Хамамацу-хана стал Мацудайра Нобутоки (1683—1744), бывший ранее даймё Ёсида-хана и хранителем замка Осака. В 1744 году ему наследовал старший сын Мацудайра Нобунао (17119-1768), который в 1749 году был переведён в Ёсида-хан (провинция Микава).
В 1749-1752 годах княжеством вторично управлял Мацудайра Сукэкуни (1700—1752), переведённый туда из Ёсида-хана. В 1752 году после смерти Сукэкуни новым даймё стал его третий сын Сукэмаса (1744—1762), который в 1758 году был отправлен на княжение в Миядзу-хан (провинция Танго).
В 1758 году Хамамацу-хан был передан Иноуэ Масацунэ (1725—1766), ранее правившему в Ивакитайра-хане (провинция Хитати). В 1766-1786 годах правил его второй сын Иноуэ Масасада (1754—1786). В 1786 году ему наследовал старший сын Иноуэ Масамото (1778—1858), который в 1817 году был переведён в Танагура-хан (провинция Муцу).
В 1817 году княжество Хамамацу получил во владение Мидзуно Тадакуни (1794—1851), бывший правитель Карацу-хана (провинция Хидзэн). В 1845 году он передал власть в княжестве своему старшему сыну Мидзуно Тадакиё (1833—1884). В том же году его перевели из Хамамацу в Ямагата-хан (провинция Дэва).
В 1845 году новым правителем Хамамацу-хана стал Иноуэ Масахару (1805—1847), переведённый туда из Татэбаяси-хана (провинция Кодзукэ). Ему наследовал в 1847 году четвёртый сын Иноуэ Масанао (1837—1904), правивший до 1868 года. В 1868 году Хамамацу-хан был ликвидирован. В том же году Иноуэ Масанао был назначен императорским правительством даймё новообразованного Цурумаи-хана в провинции Кадзуса, где правил вплоть до 1871 года, когда все японские княжества ликвидированы.

## Правители княжества
- Род Мацудайра (ветвь Сакураи), 1601—1609 (фудай-даймё)

| № | Имя               | Имя      | Годы правления | Годы жизни  | Примечания                    |
| - | ----------------- | -------- | -------------- | ----------- | ----------------------------- |
| 1 | Мацудайра Тадаёри | 松平忠頼 | 1601 — 1609    | 1582 — 1609 | Младший сын Мацудайры Тадаёси |

- Род Корики, 1619—1638 (фудай-даймё)

| № | Имя             | Имя       | Годы правления | Годы жизни  | Примечания                  |
| - | --------------- | --------- | -------------- | ----------- | --------------------------- |
| 1 | Корики Тадафуса | 高力 忠房 | 1619 — 1638    | 1584 — 1656 | Старший сын Корики Масанага |

- Род Мацудайра (ветвь Огю, 1638—1644 (фудай-даймё)

| № | Имя                | Имя       | Годы правления | Годы жизни  | Примечания                                       |
| - | ------------------ | --------- | -------------- | ----------- | ------------------------------------------------ |
| 1 | Мацудайра Норинага | 松平 乗寿 | 1638 — 1644    | 1600 — 1654 | Старший сын Мацудайры Иэнори, даймё Ивамура-хана |

- Род Ота, 1644—1678 (фудай-даймё)

| № | Имя          | Имя       | Годы правления | Годы жизни  | Примечания                         |
| - | ------------ | --------- | -------------- | ----------- | ---------------------------------- |
| 1 | Ота Сукэмунэ | 太田 資宗 | 1644 — 1671    | 1600 — 1680 | Второй сын Ото Сигэмаса            |
| 2 | Ота Сукэцугу | 太田資次  | 1671 — 1678    | 1630 — 1684 | Второй сын и преемник Ота Сукэмунэ |

- Род Аояма, 1678—1702 (фудай-даймё)

| № | Имя            | Имя       | Годы правления | Годы жизни  | Примечания                           |
| - | -------------- | --------- | -------------- | ----------- | ------------------------------------ |
| 1 | Аояма Мунэтоси | 青山 宗俊 | 1678 — 1679    | 1604 — 1679 | Старший Хорио Ясухару                |
| 2 | Аояма Тадао    | 青山 忠雄 | 1679 — 1685    | 1651 — 1685 | Второй сын и преемник Аоямы Мунэтоси |
| 3 | Аояма Тадасигэ | 青山 忠重 | 1685 — 1702    | 1654 — 1722 | Третий сын Аоямы Мунэтоси            |

- Род Мацудайра (Хондзё), 1702—1729 (фудай-даймё)

| № | Имя                | Имя       | Годы правления | Годы жизни  | Примечания                                                      |
| - | ------------------ | --------- | -------------- | ----------- | --------------------------------------------------------------- |
| 1 | Мацудайра Сукэтоси | 松平 資俊 | 1702 — 1723    | 1660 — 1723 | Второй сын Хондзё Мунэсукэ                                      |
| 2 | Мацудайра Сукэкуни | 松平 資訓 | 1723 — 1729    | 1700 — 1752 | Второй сын хатамото Сано Мацуёри, усыновлён Мацудайрой Сукэтоси |

- Род Мацудайра (Окоти-Нагасава), 1729—1749 (фудай-даймё)

| № | Имя                | Имя      | Годы правления | Годы жизни  | Примечания                                                 |
| - | ------------------ | -------- | -------------- | ----------- | ---------------------------------------------------------- |
| 1 | Мацудайра Нобутоки | 松平信祝 | 1729 — 1744    | 1683 — 1744 | Старший сын и преемник Мацудайры Нобутэру, даймё Кога-хана |
| 2 | Мацудайра Нобунао  | 松平信復 | 1744 — 1749    | 1719 — 1768 | Старший сын Мацудайры Нобутоки                             |

- Род Мацудайра (Хондзё), 1749—1758 (фудай-даймё)

| № | Имя                | Имя       | Годы правления         | Годы жизни  | Примечания                                                      |
| - | ------------------ | --------- | ---------------------- | ----------- | --------------------------------------------------------------- |
| 1 | Мацудайра Сукэкуни | 松平 資訓 | 1749 — 1752 (вторично) | 1700 — 1752 | Второй сын хатамото Сано Мацуёри, усыновлён Мацудайрой Сукэтоси |
| 2 | Мацудайра Сукэмаса | 松平資昌  | 1752 — 1758            | 1744 — 1762 | Третий сын и преемник Мацудайры Сукэкуни                        |

- Род Иноуэ, 1758—1817 (фудай-даймё)

| № | Имя            | Имя       | Годы правления | Годы жизни  | Примечания                                              |
| - | -------------- | --------- | -------------- | ----------- | ------------------------------------------------------- |
| 1 | Иноуэ Масацунэ | 井上 正経 | 1758 — 1766    | 1725 — 1766 | Старший сын и преемник Иноуэ Масаюки, даймё Касама-хана |
| 2 | Иноуэ Масасада | 井上正定  | 1766 — 1786    | 1754 — 1786 | Второй сын Иноуэ Масацунэ                               |
| 3 | Иноуэ Масамото | 井上正甫  | 1786 — 1817    | 1778 — 1858 | Старший сын и преемник Иноуэ Масасады                   |

- Род Мидзуно, 1817—1845 (фудай-даймё)

| № | Имя              | Имя       | Годы правления | Годы жизни  | Примечания                                    |
| - | ---------------- | --------- | -------------- | ----------- | --------------------------------------------- |
| 1 | Мидзуно Тадакуни | 水野 忠邦 | 1817 — 1845    | 1794 — 1851 | Второй сын Мидзуно Тадааки, даймё Карацу-хана |
| 2 | Мидзуно Тадакиё  | 水野 忠精 | 1845 — 1845    | 1833 — 1884 | Старший сын и преемник Мидзуно Тадакуни       |

- Род Иноуэ, 1845—1868 (фудай-даймё)

| № | Имя            | Имя       | Годы правления | Годы жизни  | Примечания                            |
| - | -------------- | --------- | -------------- | ----------- | ------------------------------------- |
| 1 | Иноуэ Масахару | 井上 正春 | 1845 — 1847    | 1805 — 1847 | Старший сын и преемник Иноуэ Масамото |
| 2 | Иноуэ Масанао  | 井上 正直 | 1847 — 1868    | 1837 — 1904 | Четвертый сын Иноуэ Масахару          |